# Вибухи біля Джанкоя
Вибухи біля Джанкоя — військовий інцидент, що стався 16 серпня 2022 року в селі Майське в окупованому Росією Криму під час російського вторгнення в Україну.

## Передумови
За повідомленням ЗСУ, незадовго до вибухів російські війська значно посилили ППО в районі міста, а в районі військової авіабази поблизу Джанкоя ЗС РФ зосередили близько 50 одиниць техніки та 440 транспортно-пускових контейнерів.
Воєнна розвідка Великої Британії називала Джанкой ключовим автомобільним і залізничним вузлом, який відіграє важливу роль у забезпеченні російських операцій на півдні України.

## Перебіг подій

### 2022
Зранку 16 серпня у Джанкойському районі тимчасово окупованого РФ Криму сталося два інциденти: пожежа на трансформаторній підстанції в Джанкої та детонація на складі боєприпасів у селі Майське, що за кілометр від Азовського.
Голова Меджлісу кримськотатарського народу Рефат Чубаров повідомив про влучання у сховище боєприпасів у Майському. Вибухи стали наслідком детонації боєприпасів на території закритої ферми, де розташовувалися військові РФ.
Мер Мелітополя Іван Федоров повідомив, що через детонацію боєприпасів окупаційна влада Криму почала евакуацію. Станом на 10:00 16 серпня повідомлялося про евакуацію 2 тисяч осіб.
Самопроголошений прем'єр-міністр тимчасової російської окупаційної влади в АР Крим Сергій Аксьонов повідомив про оточення зони радіусом 5 км від епіцентру вибуху та евакуацію населення із цієї зони. Він також заявив про розширення зони дії надзвичайного стану, який був запроваджений після вибухів на авіабазі «Саки» 9 серпня 2022 року.
Детонація боєприпасів на російському військовому складі тривала впродовж доби та припинилася 17 серпня.
26 вересня поблизу Джанкоя пролунала серія вибухів.

### 2023
20 березня у місті пролунало декілька вибухів, в результаті було суттєво пошкоджено залізничний вузол, окупаційна влада ввела в місті режим надзвичайної ситуації.
4 червня, вночі, атакована невстановленими БПЛА авіабаза російських окупантів у Джанкої.

## Версії
У Міністерстві оборони Росії заявили, що вибухи сталися внаслідок «диверсії». Російський воєнний злочинець Ігор Гіркін, поряд із версією про диверсію, припустив, що вибухи могли статися через удар безпілотника-камікадзе.
Керівник Офісу Президента України Андрій Єрмак прокоментував вибухи поблизу Джанкоя так:
|                 | Операція «демілітаризація» у ювелірному стилі ЗСУ продовжиться до повної деокупації українських територій. Наші воїни — кращі спонсори гарного настрою. Крим — це Україна. |
| — Андрій Єрмак, | |

Нью-Йорк таймс із посиланням на неназваного високопоставленого українського чиновника повідомила, що за вибухом біля Джанкоя стоїть елітний військовий підрозділ, який діє на окупованій території.

## Наслідки
Через вибухи було призупинено пасажирське залізничне сполучення окупованого Криму з Росією, поїзди з якої йшли лише до станції Владиславівка.
Міністерство оборони Росії повідомило, що у результаті вибуху завдано шкоди військовому складу, лінії електропередач, електростанції та залізничному полотну.
Постійна представниця України в Криму Таміла Ташева повідомила, що після вибуху утворилися великі черги на виїзд із території Криму.
Асоціація туроператорів Росії заявила, що внаслідок вибухів туристичний потік до анексованого Криму може скоротитися на 10 %.